# Kernkraftwerk McGuire
Das Kernkraftwerk McGuire befindet sich etwa 27 km nordwestlich der Stadt Charlotte im US-Bundesstaat North Carolina und besteht aus zwei baugleichen Westinghouse-4-Loop-Druckwasserreaktoren. Es bezieht sein Kühlwasser aus dem Lake Norman, einem durch Anstauen des Catawba River entstandenen Stausee.
Die beiden Kraftwerksblöcke haben eine elektrische Leistung von zusammen 2200 MW (netto), ihr Anteil an der nuklearen Stromerzeugung im Bundesstaat North Carolina beträgt etwa 40 %.

## Zwischenfall
Am 8. November 2017 gab es auf dem Gelände des Kernkraftwerks McGuire eine Explosion eines Transformators, bei der es zu einer starken Rauchentwicklung kam.

## Eigentümer und Namensgebung
Das Kernkraftwerk McGuire gehört der Duke Power Company und wird von der Duke Energy Corporation betrieben. Es ist nach William McGuire, dem Präsidenten von Duke Power im Zeitraum von 1959 bis 1971, benannt.

## Laufzeitverlängerung
Die Lizenzen zum Betrieb der Anlagen liefen ursprünglich am 12. Juni 2021 (Block 1) beziehungsweise am 3. März 2023 (Block 2) aus. Am 27. Mai 2003 verlängerte die NRC die Betriebserlaubnis für beide Reaktoren um 20 Jahre. Somit ergibt sich eine neue Gesamtbetriebsdauer von 60 Jahren pro Block.

## Daten der Reaktorblöcke
Das Kernkraftwerk McGuire besitzt zwei Kraftwerksblöcke:
| Reaktorblock | Reaktortyp         | Netto- leistung | Brutto- leistung | Baubeginn  | Netzsyn- chronisation | Kommer- zieller Betrieb | Abschal- tung (geplant) |
| ------------ | ------------------ | --------------- | ---------------- | ---------- | --------------------- | ----------------------- | ----------------------- |
| McGuire-1    | Druckwasserreaktor | 1100 MW         | 1158 MW          | 01.04.1971 | 12.09.1981            | 01.12.1981              | (2041 geplant)          |
| McGuire-2    | Druckwasserreaktor | 1100 MW         | 1158 MW          | 01.04.1971 | 23.05.1983            | 01.03.1984              | (2043 geplant)          |

Reaktor 2 wurde von der Rotterdamsche Droogdok Maatschappij hergestellt.